# Arcipelago zaratino
L'arcipelago zaratino o arcipelago di Zara è un gruppo di circa 300 tra isole e isolotti della Dalmazia situati nel mare Adriatico di fronte alla città di Zara. Amministrativamente, appartengono alla regione zaratina (Croazia). Erano conosciute anche come Isole Longhe, a causa della loro forma. La più grande di esse è l'Isola Lunga (Dugi Otok).
Reperti archeologici attestano che furono abitate fin dal Neolitico. Sulle isole ci sono resti di fortificazioni illiriche e testimonianze romane.

## Isole maggiori
Elenco delle isole maggiori, i vari isolotti e scogli adiacenti sono inseriti nelle singole voci.
- Puntadura (Vir), a nord di Zara, collegata alla terraferma da un ponte.
- Leporine (Zečevo), a sud di Pago.
  - isolotto dei Sorci (Mišjak).
- Isola Lunga (Dugi Otok), la maggiore e più esterna.
  - Nudo (Golac), a nord dell'isola Lunga.
  - Bastiago (Bršćak), a nord dell'isola Lunga.
  - scogli Bacili (Lagnići), a nord-ovest.
  - Sferinaz (Zverinac), parallela all'estremità settentrionale dell'Isola Lunga.
  - Asinello (Magarčić o Magacić), a nord-est.
  - isolotti Platana (Veli e Mali Platanak), a nord-est.
  - Utra (Utra), a nord-est.
  - Martignacco (Mrtovnjak), a est.
  - Rava, accanto alla costa orientale dell'Isola Lunga.
  - Oliveto (Maslinovac), a sud-est di Rava.
  - Santo Stefano (Luški otok), a est.
  - Carchenata (Krknata), a sud-est.
  - Laudara (Lavdara), affiancata alla parte meridionale dell'Isola Lunga.
  - isolotti Scoglio (Burnji Školji e Donji Školji), nella grande baia di porto Taier.
  - isolotti Ghermignago (Garmenjak Veliki e Garmenjak Mali), a sud dell'isola Lunga.
- Ton Grande (Tun Veli), a nord, tra Sferinaz e Sestrugno.
  - Ton Piccolo (Tun Mali).
- Sestrugno (Sestrunj), a nord-est dell'Isola Lunga.
- Tre Sorelle (Tri Sestrice), a nord-est di Sestrugno.
- Rivani (Rivanj), a est di Sestrugno
- Eso (Iž), tra l'Isola Lunga e Ugliano.
  - isolotto del Conte (Knežak).
- Ugliano (Ugljan), parallela alla costa dalmata, di fronte a Zara.
  - Idolo (Idula), a nord-ovest di Ugliano.
  - Calugerà, nel canale di Zara.
  - San Paolo (Galovac).
  - isolotto dei Sorci (Mišnjak), a sud-est.
  - scoglio Grande (Veli Školj), a sud.
- Pasman o Pasmano (Pašman), a proseguimento verso sud di Ugliano, parallela alla costa dalmata.
  - Galesno (Galešnjak), tra Pasmano e la costa dalmata.
  - Sant'Andrea (Pasmano) (Babac), tra Pasmano e la costa dalmata.
  - Cossara (Košara), ad ovest di Sissagno.
  - Sisagno (Žižanj), a sud di Pasmano.
- Gangaro, a sud di Sissagno.
- Isolotti Cottola (Vela, Mala e Runjava Kotula), a est di Gangaro.
- Obun (Obun), a sud-est di Gangaro.
- Vergada (Vrgada), a sud-est di Pasmano.
  - Cossina (Kozina), a nord di Vergada.
  - Artine (Artina), a nord.
  - Sebinata (Šipnata), a sud-ovest.
- Morvegne (Murvenjak), a sud di Vergada.